# Kenta Yamashita
Kenta Yamashita (Japans: 山下 健太, Yamashita Kenta) (Chiba, 3 augustus 1995) is een Japans autocoureur. In 2016 werd hij kampioen in het Japanse Formule 3-kampioenschap en in 2019 won hij de GT500-klasse van de Super GT.

## Autosportcarrière
Yamashita maakte zijn autosportdebuut in het karting, waarin hij tot 2011 actief bleef. In 2012 debuteerde hij in het formuleracing in de Motegi Championship Formula Super FJ, waarin hij in alle vier races de pole position, de snelste ronde en de overwinning behaalde, waardoor hij overtuigend kampioen werd. In 2013 stapte hij over naar het JAF Japanse Formule 4-kampioenschap, waarin hij de titel won, en de Formula Challenge Japan, waar hij in twaalf races vier overwinningen en drie andere podiumplaatsen behaalde en eveneens kampioen werd.
In 2014 maakte Yamashita de overstap naar het Japanse Formule 3-kampioenschap, waarin hij uitkwam voor het Petronas Team TOM's. Hij won direct zijn debuutrace op de Suzuka International Racing Course en voegde hier op het Okayama International Circuit een tweede zege aan toe. In totaal stond hij twaalf keer op het podium, maar werd hij in de eindstand met 90 punten tweede achter de meer ervaren Nobuharu Matsushita. Aan het eind van het seizoen debuteerde hij in de Grand Prix van Macau bij TOM's, waarin hij negende werd.
In 2015 bleef Yamashita actief in de Japanse Formule 3 en debuteerde hij daarnaast in de GT300-klasse van de Super GT bij het Porsche Team KTR in een Porsche 911 GT3. In de Formule 3 won hij vijf races op de Twin Ring Motegi (tweemaal), Okayama, en de Fuji Speedway (tweemaal) en stond hij in acht andere races op het podium. Desondanks werd hij opnieuw tweede in het kampioenschap, ditmaal achter Nick Cassidy met 113 punten. In de Super GT deelde hij een auto met achtereenvolgens Alexandre Imperatori en Yuya Sakamoto en behaalde twee achtste plaatsen op het Chang International Circuit en Autopolis, waardoor hij met 6 punten twintigste werd in de eindstand. Aan het eind van het jaar keerde hij bij TOM's terug in de Grand Prix van Macau, waarin hij vijftiende werd.
In 2016 focuste Yamashita zich vooral op de Japanse Formule 3, waarin hij voor het derde achtereenvolgende seizoen uitkwam voor TOM's. Hij behaalde zeven overwinningen: twee op Suzuka, twee op Okayama en drie op het Sportsland SUGO en stond in drie andere races op het podium. Met 113 punten werd hij kampioen in de klasse. Daarnaast reed hij een enkele race in de Super GT op Suzuka bij het VivaC Team Tsuchiya in een Toyota 86, waarin hij op plaats 22 eindigde. Aan het eind van het seizoen reed hij bij ThreeBond with T-Sport en werd hij vierde in de race.
In 2017 maakte Yamashita de overstap naar de Super Formula, waarin hij reed voor Kondō Racing, en reed een volledig seizoen in de Super GT bij het VivaC Team Tsuchiya. In de Super Formula behaalde hij een pole position op Motegi, maar kwam hij in de races niet verder dan twee zesde plaatsen op Okayama en Motegi. Met 6,5 punten werd hij elfde in de eindstand. In de Super GT deelde hij een auto met Takamitsu Matsui, met wie hij een race op Autopolis won en op SUGO op het podium stond. Met 48 punten werd het duo vijfde in de eindstand. Tevens reed hij binnen het kampioenschap de race op de Fuji Speedway in de GT500-klasse bij het Lexus Team WedsSport Bandoh in een Lexus LC 500 als eenmalige vervanger van Yuji Kunimoto. Samen met Yuhi Sekiguchi finishte hij de race als tiende. Aan het eind van het seizoen reed hij de Grand Prix van Macau voor het B-Max Racing Team, maar finishte de race niet.
In 2018 bleef Yamashita actief in de Super Formula bij Kondō, maar stapte hij binnen de Super GT definitief over naar de GT500-klasse bij Bandoh in een Lexus LC 500. In de Super Formula behaalde hij in de seizoensfinale op Suzuka zijn eerste podiumfinish en sloot hij het seizoen af op de elfde plaats met 9,5 punten. In de Super GT deelde hij een auto met Yuji Kunimoto en behaalde hij twee podiumfinishes op Chang en Autopolis, waardoor het duo elfde werd in het kampioenschap met 32 punten.
In 2019 behaalde Yamashita in de Super Formula een podiumfinish in de seizoensopener op Suzuka, voordat hij op Okayama zijn eerste zege in het kampioenschap haalde. Met 21 punten werd hij vijfde in het kampioenschap. In de Super GT stapte hij over naar het team Lexus Team LeMans Wako's, waarin hij een auto deelde met Kazuya Oshima. Het duo won twee races op Chang en Fuji en stond eveneens op Suzuka en Motegi op het podium. Met 85 punten werd het duo gekroond tot kampioen in de klasse. Yamashita nam daarnaast deel aan het FIA World Endurance Championship in de LMP2-klasse bij het team High Class Racing en deelde de auto met Anders Fjordbach en Mark Patterson. Tijdens het seizoen, dat doorliep tot in 2020, behaalden zij hun beste resultaat met een zevende plaats op Fuji. In 2020 nam het team deel aan de 24 uur van Le Mans, waarin zij de finish niet haalden. Met 47 punten werd het team dertiende in de LMP2.
In 2020 bleef Yamashita in de Super Formula bij Kondō, maar miste hij de race op Okayama vanwege zijn deelname aan de 24 uur van Le Mans. In de seizoensopener op Motegi behaalde hij zijn enige podiumfinish van het seizoen, waardoor hij met 34 punten zevende werd in het klassement. Hij nam niet deel aan het volledige seizoen van de Super GT, maar hij reed de seizoensopener op Fuji bij het Toyota Gazoo Racing Team SARD en de laatste twee races op Motegi en Fuji bij het Toyota Gazoo Racing Team KeePer Tom's, allebei in een Toyota GR Supra GT500. In de seizoensfinale behaalde hij een podiumfinish en hij werd met 27 punten veertiende in het kampioenschap.
In 2021 rijdt Yamashita in de Super Formula bij Kondō en keert hij terug als fulltime coureur in de Super GT bij het TGR Team Eneos Rookie in een Toyota GR Supra GT500 naast Kazuya Oshima.